# 邱型柏
邱型柏（1953年12月—2011年5月18日），男，汉族，河南新县人，中华人民共和国军事人物，中国人民解放军少将，曾任贵州省军区司令员，中共贵州省委常委，云南省军区司令员，中共云南省委常委。